# Vin de pays

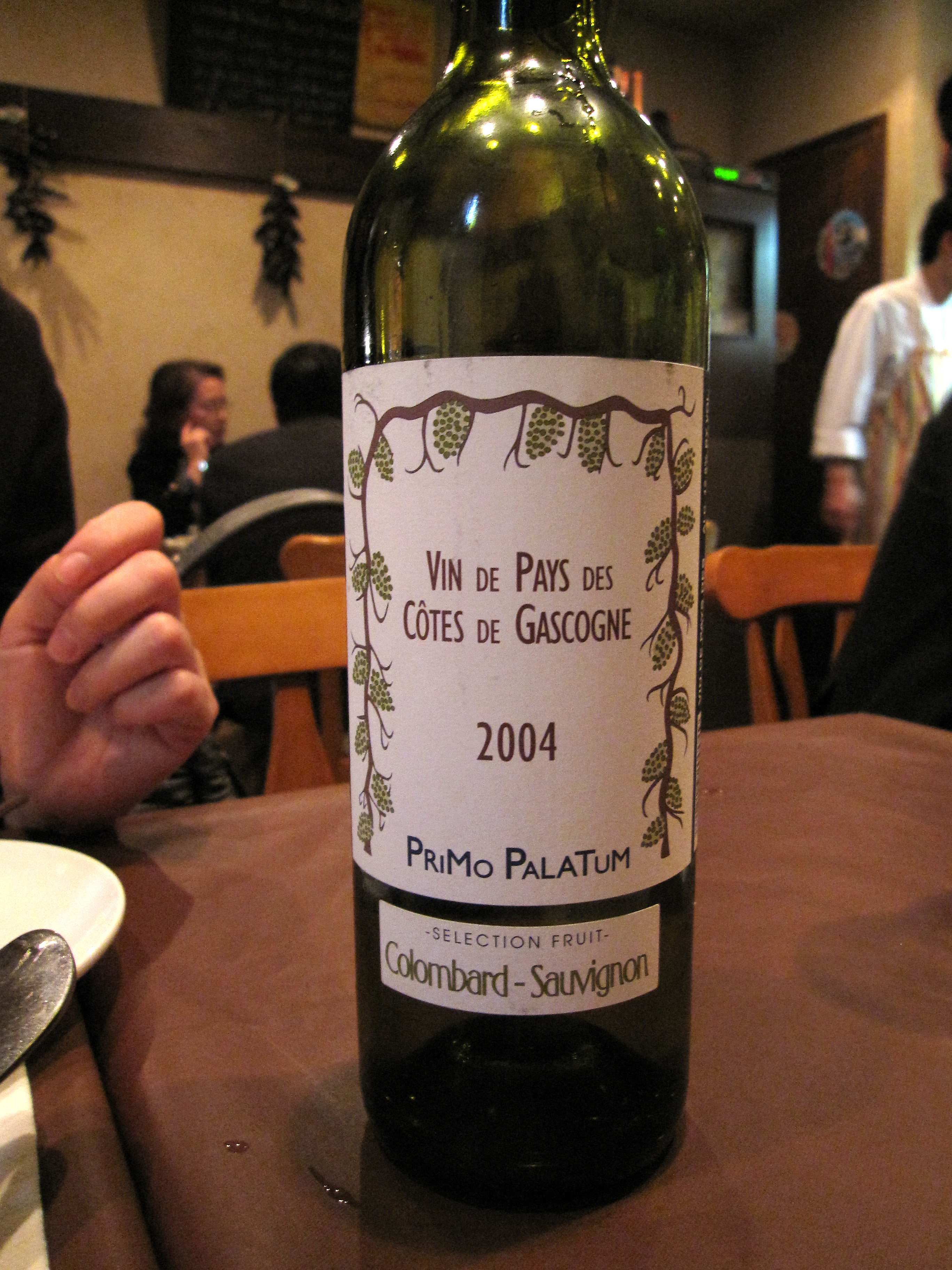
"vins de pays" o "vino del país" es la etiqueta que identifica la producción vitinícola de una región

Vin de pays es una expresión en idioma francés, traducida directamente como "vino de país", que es empleada también en su plural vins de pays, para denominar a una de las categorías reglamentadas de calidad de los vinos producidos en Francia. 
Su equivalente en España es la categoría vinos de la tierra.
La categoría se divide en distintas áreas geográficas jerarquizadas:
- regionales: como vins du Pays d'Oc o vins du Pays de la Loire.
- departamentales: para los producidos en los departamentos vinícolas.
- locales: referentes a una zona muy específica.

El etiquetado oficial requiere que se lea Vin de Pays de... seguido de la división geográfica donde  se mantiene regulado el catálogo de cepas autorizadas y su proporción máxima.
La legislación francesa no permite el uso de los vocablos Château o Clos para esta categoría de vinos, aunque sí permite el uso de Domaine.